# John Bray
John Bray (Middleport, Nova York, 19 d'agost de 1875 – San Francisco, Califòrnia, 18 de març de 1949) fou un atleta estatunidenc que va córrer al tombant del segle XX i que era especialista en les curses de mitjana distància.
El 1900 va prendre part en els Jocs Olímpics de París, en què guanyà la medalla de bronze als 1500 metres, en quedar per darrere Charles Bennett i Henri Deloge. També va disputar la cursa dels 800 metres, en què finalitzà en sisena posició.

## Millors marques
- 800 metres. 1' 55.3", el 1900
- 1500 metres. 4' 07.2", el 1900
- Milla. 4' 43.6", el 1899[1]